# Giorgos Karagounis
Giorgos Karagounis (greacă Γιώργος Καραγκούνης; n. 6 martie 1977 în Pyrgos, Grecia) este un fost fotbalist grec.
Karagounis a reprezentat Grecia la trei Campionate Europene și la două Campionate Mondiale de Fotbal.

## Statistici carieră
La 23 mai 2014.
|              |                |                  | Campionat | Campionat | Cupă              | Cupă              | Europa  | Europa | Total   | Total  |
| Sezon        | Club           | Campionat        | Meciuri   | Goluri    | Meciuri           | Goluri            | Meciuri | Goluri | Meciuri | Goluri |
| Grecia       | Grecia         | Grecia           | Campionat | Campionat | Cupa Greciei      | Cupa Greciei      | Europa  | Europa | Total   | Total  |
| ------------ | -------------- | ---------------- | --------- | --------- | ----------------- | ----------------- | ------- | ------ | ------- | ------ |
| 1996–97      | Apollon Smyrni | Alpha Ethniki    | 31        | 2         | 2                 | 0                 | –       | –      | 33      | 2      |
| 1997–98      | Apollon Smyrni | Alpha Ethniki    | 24        | 7         | 2                 | 0                 | –       | –      | 26      | 7      |
| 1998–99      | Panathinaikos  | Alpha Ethniki    | 24        | 6         | 5                 | 1                 | 0       | 0      | 29      | 7      |
| 1999–00      | Panathinaikos  | Alpha Ethniki    | 27        | 9         | 4                 | 2                 | 5       | 0      | 36      | 11     |
| 2000–01      | Panathinaikos  | Alpha Ethniki    | 23        | 4         | 5                 | 2                 | 14      | 1      | 42      | 7      |
| 2001–02      | Panathinaikos  | Alpha Ethniki    | 21        | 3         | 5                 | 0                 | 15      | 3      | 41      | 6      |
| 2002–03      | Panathinaikos  | Alpha Ethniki    | 23        | 3         | 3                 | 0                 | 10      | 0      | 36      | 3      |
| Italia       | Italia         | Italia           | Campionat | Campionat | Coppa Italia      | Coppa Italia      | Europa  | Europa | Total   | Total  |
| 2003–04      | Inter Milan    | Serie A          | 9         | 0         | 3                 | 0                 | 4       | 0      | 16      | 0      |
| 2004–05      | Inter Milan    | Serie A          | 12        | 0         | 5                 | 0                 | 3       | 0      | 20      | 0      |
| Portugalia   | Portugalia     | Portugalia       | Campionat | Campionat | Taça de Portugal  | Taça de Portugal  | Europa  | Europa | Total   | Total  |
| 2005–06      | Benfica        | Primeira Liga    | 19        | 1         | 4                 | 0                 | 7       | 0      | 30      | 1      |
| 2006–07      | Benfica        | Primeira Liga    | 26        | 2         | 2                 | 0                 | 9       | 0      | 37      | 2      |
| Grecia       | Grecia         | Grecia           | Campionat | Campionat | Cupa Greciei      | Cupa Greciei      | Europa  | Europa | Total   | Total  |
| 2007–08      | Panathinaikos  | Superliga Greacă | 32        | 6         | 2                 | 0                 | 6       | 0      | 40      | 6      |
| 2008–09      | Panathinaikos  | Superliga Greacă | 24        | 7         | 1                 | 0                 | 10      | 3      | 35      | 10     |
| 2009–10      | Panathinaikos  | Superliga Greacă | 24        | 2         | 5                 | 0                 | 12      | 1      | 41      | 3      |
| 2010–11      | Panathinaikos  | Superliga Greacă | 28        | 0         | 2                 | 0                 | 4       | 0      | 34      | 0      |
| 2011–12      | Panathinaikos  | Superliga Greacă | 25        | 1         | 2                 | 0                 | 3       | 0      | 30      | 1      |
| Anglia       | Anglia         | Anglia           | Campionat | Campionat | FA Cup/League Cup | FA Cup/League Cup | Europe  | Europe | Total   | Total  |
| 2012–13      | Fulham         | Premier League   | 25        | 1         | 3                 | 1                 | –       | –      | 28      | 2      |
| 2013–14      | Fulham         | Premier League   | 14        | 0         | 5                 | 1                 | –       | –      | 19      | 1      |
| Career Total | Career Total   | Career Total     | 410       | 54        | 60                | 7                 | 102     | 8      | 572     | 69     |

## Goluri internaționale
| #   | Data              | Stadion              | Oponent       | Scor | Rezultat   | Competiția                                             |
| --- | ----------------- | -------------------- | ------------- | ---- | ---------- | ------------------------------------------------------ |
| 1.  | 5 septembrie 2001 | Helsinki, Finlanda   | Finlanda      | 5–1  | Înfrângere | Calificările pentru Campionatul Mondial de Fotbal 2002 |
| 2.  | 13 februarie 2002 | Thessaloniki, Grecia | Suedia        | 2–2  | Egalitate  | Meci amical                                            |
| 3.  | 12 iunie 2004     | Porto, Portugalia    | Portugalia    | 1–2  | Victorie   | Euro 2004                                              |
| 4.  | 30 Martie2005     | Atena, Grecia        | Albania       | 2–0  | Victorie   | Calificările pentru Campionatul Mondial de Fotbal 2006 |
| 5.  | 26 martie 2008    | Düsseldorf, Germania | Portugalia    | 1–2  | Victorie   | Meci amical                                            |
| 6.  | 26 martie 2008    | Düsseldorf, Germania | Portugalia    | 1–2  | Victorie   | Meci amical                                            |
| 7.  | 12 octombrie 2010 | Atena, Grecia        | Israel        | 2–1  | Victorie   | Preliminariile Campionatului European de Fotbal 2012   |
| 8.  | 15 noiembrie 2011 | Altach, Austria      | România       | 1–3  | Înfrângere | Meci amical                                            |
| 9.  | 16 iunie 2012     | Varșovia, Polonia    | Rusia         | 1–0  | Victorie   | Euro 2012                                              |
| 10. | 15 octombrie 2013 | Atena, Grecia        | Liechtenstein | 2–0  | Victorie   | Calificările pentru Campionatul Mondial de Fotbal 2014 |

## Palmares
- Panathinaikos (2)
  - Campionatul Greciei: 1995-96, 2009-10
  - Cupa Greciei: 2009-10

- Internazionale
  - Coppa Italia: 2004/2005

- Grecia
  - Campionatul European: 2004

- Panathinaikos
  - Cupa Greciei: Finalist 1998-99